# ブルチザ
ブルチザ（アルバニア語: Bulqizë）はアルバニア東部ディブラ州にある基礎自治体・街。自治体は2015年の地方行政改革の広域化の一環による旧自治体のフチャ・ブルチザ、ジョリツァ、マルタネシュ、オストレン、シュペンザ、トレビシュトおよびゼルチャンが統合されて誕生した。自治体の中心街は、ブルチザ街に所在する。2023年のアルバニア国勢調査によると、ブルチザ街の人口が7,875人であり、自治体の総人口が26,826人であった。